# Els Banys de Sant Tomàs
Els Banys de Sant Tomàs és un establiment termal de la comuna de Fontpedrosa, de la comarca del Conflent, a la Catalunya del Nord.
Està situat a 744,9 metres d'altitud a l'extrem nord-occidental del terme de Fontpedrosa, a prop al nord-oest del poble de Prats de Balaguer i al sud del de Sant Tomàs de Balaguer, a l'esquerra de la Riberola.